# GIMPS
GIMPS は、Great Internet Mersenne Prime Search（グレート・インターネット・メルセンヌ素数探索）の略称。メルセンヌ素数の発見を目的として1996年に発足した。
分散型コンピューティングによって、参加者のコンピュータの余剰処理能力などを利用して解析、検証作業を行う。参加者は、インターネットから無料でダウンロードできるオープンソースソフトウェアを用いて解析の手助けをする。このプロジェクトは George Woltman によってソフトが作られ、開始された。Scott Kurowski が研究を手助けするサーバを稼動させている。
このプロジェクトでは今までに18のメルセンヌ素数が発見され、そのうち16が発見時には最大のメルセンヌ素数であり、さらに発見されている素数の中でも最大のものである。2024年10月時点で発見されている最大のメルセンヌ素数は 2136,279,841 − 1 である。

## GIMPSによって発見されたメルセンヌ素数
以下は現在までにGIMPS参加者が発見したメルセンヌ素数の一覧である。
1996年11月13日
Joel Armengaud が35番目のメルセンヌ素数、21,398,269 − 1 を発見。
1997年8月24日
Gordon Spence が36番目のメルセンヌ素数、22,976,221 − 1 を発見。
1998年1月27日
Roland Clarkson が37番目のメルセンヌ素数、23,021,377 − 1 を発見。
1999年6月1日
Nayan Hajratwala が38番目のメルセンヌ素数、26,972,593 − 1 を発見。
2001年11月14日
Michael Cameron が39番目のメルセンヌ素数、213,466,917 − 1 を発見。
2003年11月17日
Michael Shafer が40番目のメルセンヌ素数、220,996,011 − 1 を発見。
2004年5月15日
Josh Findley が41番目のメルセンヌ素数、224,036,583 − 1 を発見。
2005年2月18日
Dr. Martin Nowak が42番目のメルセンヌ素数、225,964,951 − 1 を発見。
2005年12月15日
Dr. Curtis Cooper と Dr. Steven Boone が43番目のメルセンヌ素数、230,402,457 − 1 を発見。
2006年9月4日
Dr. Curtis Cooper と Dr. Steven Boone が44番目のメルセンヌ素数、232,582,657 − 1 を発見。
2008年8月23日
UCLA のコンピュータが47番目のメルセンヌ素数、243,112,609 − 1 を発見。
これは、1000万桁を越す素数の初めての発見であり、EFF から10万ドルの賞金が与えられた。
2008年9月6日
Hans-Michael Elvenich が45番目のメルセンヌ素数、237,156,667 − 1 を発見。
2009年4月12日
Odd Magnar Strindmo が46番目のメルセンヌ素数、242,643,801 − 1 を発見。
2013年1月25日
Dr. Curtis Cooper が48番目のメルセンヌ素数、257,885,161 − 1 を発見。
2016年1月7日
Dr. Curtis Cooper が現在分かっている中では49番目のメルセンヌ素数、274,207,281 − 1 を発見。
2017年12月26日
Jonathan Pace が現在分かっている中では50番目のメルセンヌ素数、277,232,917 − 1 を発見。
2018年12月7日
Patrick Laroche が現在分かっている中では51番目のメルセンヌ素数、282,589,933 − 1 を発見。
2024年10月12日
Luke Durant が現在分かっている中では52番目のメルセンヌ素数、2136,279,841 − 1 を発見。